# 米夏乡 (伽师县)
米夏乡，是中华人民共和国新疆维吾尔自治区喀什地区伽师县下辖的一个乡镇级行政单位。

## 行政区划
米夏乡下辖以下地区：
江尕勒霍伊拉村、恰卡村、琼库尔克什拉克村、喀孜艾日克村、琼霍伊拉村、米夏村、托万塔尔夏村、艾提尕村、伊勒提孜霍依拉村、英塔木村、由库日塔尔夏村、英巴克村、结奴普其拉克村、英买利村、托格热苏村、吐格巴斯提村、夏合亚迪村、巴什英温村、阿亚克英温村、阿亚格托格拉克村和巴什欧依托格拉克村。